# MapleSim
MapleSim é uma ferramenta para modelagem e simulação de múltiplo domínio desenvolvida pela Waterloo Maple. MapleSim gera as equações do modelo, efetua simulações e analisa a performance do mesmo usando as ferramentas simbólicas e numéricas do Maple. Os modelos são criados por Drag-and-drop dos componentes de uma biblioteca de uma central de trabalho, gerando um modelo que representa o sistema físico em forma gráfica. O desenvolvimento do Maplesim iniciou parcialmente devido a uma solicitação da Toyota para a produção de ferramentas de modelagem física. 